# Lijst van voetbalinterlands Nederland - Sovjet-Unie
Deze lijst van voetbalinterlands is een overzicht van alle officiële voetbalwedstrijden tussen de nationale teams van Nederland en de Sovjet-Unie. De landen hebben zeven keer tegen elkaar gespeeld. De eerste ontmoeting, een vriendschappelijke wedstrijd, werd gespeeld in  Rotterdam op 29 november 1967. Het laatste duel vond plaats op op 15 juni 1992 in Göteborg tijdens het Europees kampioenschap voetbal 1992 toen de Sovjet-Unie was opgeheven en deelnam onder de naam Gemenebest van Onafhankelijke Staten.

## Wedstrijden
| № | № Int NED | Plaats    | Datum            | Competitie        | Wedstrijd               | Uitslag |
| - | --------- | --------- | ---------------- | ----------------- | ----------------------- | ------- |
| 1 | 297       | Rotterdam | 29 november 1967 | Vriendschappelijk | Nederland – Sovjet-Unie | 3 – 1   |
| 2 | 362       | Rotterdam | 5 oktober 1977   | Vriendschappelijk | Nederland – Sovjet-Unie | 0 – 0   |
| 3 | 446       | Keulen    | 12 juni 1988     | EK 1988           | Sovjet-Unie – Nederland | 1 – 0   |
| 4 | 450       | München   | 25 juni 1988     | EK 1988           | Nederland – Sovjet-Unie | 2 – 0   |
| 5 | 455       | Eindhoven | 22 maart 1989    | Vriendschappelijk | Nederland – Sovjet-Unie | 2 – 0   |
| 6 | 463       | Kiev      | 28 maart 1990    | Vriendschappelijk | Sovjet-Unie – Nederland | 2 – 1   |
| 7 | 486       | Göteborg  | 15 juni 1992     | EK 1992           | Nederland – GOS         | 0 – 0   |

## Samenvatting
| Competitie        | Totaal gespeeld | Winst Nederland | Gelijk | Winst Sovjet-Unie | Doelsaldo Nederland – Sovjet-Unie |
| ----------------- | --------------- | --------------- | ------ | ----------------- | --------------------------------- |
| EK-eindronde      | 3               | 1               | 1      | 1                 | 2 − 1                             |
| Vriendschappelijk | 4               | 2               | 1      | 1                 | 6 − 3                             |
| Totaal            | 7               | 3               | 2      | 2                 | 8 − 4                             |

Wedstrijden bepaald door strafschoppen worden, in lijn met de FIFA, als een gelijkspel gerekend.

## Details

### Eerste ontmoeting
| Vriendschappelijk (Rotterdam, Nederland, 29 november 1967): |              | |
| Nederland | 3 – 1        | Sovjet-Unie |
| Henk Wery 22' (pen.) Henk Wery 28' Piet Romeijn 68' | goals        | 36' Valeriy Maslov |
| Georg Keßler | bondscoach   | Mikhail Yakushin |
| Jan van Beveren Piet Romeijn Rinus Israël Hans Eijkenbroek Henk Warnas Piet de Zoete Wim Jansen Henk Wery Theo Pahlplatz Willy van der Kuijlen Coen Moulijn                                                                                | opstellingen | Yuriy Pshenichnikov Valentin Afonin Albert Shesternyov Moertaz Choertsilava Guram Tskhovrebov Viktor Anichkin Igor Chislenko Valeriy Maslov Anatoliy Banishevskiy Joerij Istomyn Givi Nodiya |
| - Debuut van Jan van Beveren (Sparta), Piet Romeijn, Henk Warnas (Feyenoord), Theo Pahlplatz (FC Twente) en Henk Wery (DOS) voor Nederland. - Debuut van Joerij Istomyn (CSKA Moskou) en Givi Nodiya (Dinamo Tbilisi) voor de Sovjet-Unie. |              | |

### Tweede ontmoeting
| Vriendschappelijk (Rotterdam, Nederland, 5 oktober 1977): |       |             |
| Nederland                                                 | 0 – 0 | Sovjet-Unie |
|                                                           | goals |             |

### Derde ontmoeting
| EK 1988 (Keulen, West-Duitsland, 12 juni 1988): |       |           |
| Sovjet-Unie                                     | 1 – 0 | Nederland |
| Vasili Rats 53'                                 | goals |           |

### Vierde ontmoeting
| Finale EK 1988 (München, West-Duitsland, 25 juni 1988): |              | |
| Nederland | 2 – 0        | Sovjet-Unie |
| Ruud Gullit 33' Marco van Basten 54' | goals        | |
| Rinus Michels | bondscoach   | Valerij Lobanovskyj |
| Hans van Breukelen Adri van Tiggelen Frank Rijkaard Ronald Koeman Berry van Aerle Jan Wouters Gerald Vanenburg Erwin Koeman Arnold Mühren Marco van Basten Ruud Gullit | opstellingen | Rinat Dasajev 68' Sjarhej Hotsmanov Vagiz Chidijatoellin Oleksiy Mykhaylychenko Anatoliy Demyanenko Vasyl Rats Sjarhej Alejnikaw Hennadij Lytovtsjenko Aleksandr Zavarov 71' Oleh Protasov Igor Belanov |
| | wissels      | 68' Sergey Baltacha 71' Viktor Pasulko |
| Jan Wouters 39' Berry van Aerle 50' | gele kaarten | 32' Igor Belanov 35' Hennadij Lytovtsjenko 43' Vagiz Chidijatoellin |

### Vijfde ontmoeting
| Vriendschappelijk (Eindhoven, Nederland, 22 maart 1989): |              | |
| Nederland | 2 – 0        | Sovjet-Unie |
| Marco van Basten 3' Ronald Koeman 84' (pen.) | goals        | |
| Thijs Libregts | bondscoach   | Valerij Lobanovskyj |
| Theo Snelders Adri van Tiggelen Wim Hofkens Ronald Koeman Frank Rijkaard Graeme Rutjes Gerald Vanenburg Aron Winter Marco van Basten Ruud Gullit Pieter Huistra 71' | opstellingen | Rinat Dasajev Sergej Gorloekovitsj 64' Andrej Zygmantovitsj Oleh Koeznetsov Anatoli Demjanenko Vasyl Rats Sjarhej Alejnikaw Hennadij Lytovtsjenko Aleksandr Zavarov Oleh Protasov 64' Aleksandr Borodyuk |
| John Bosman 71' | wissels      | 64' Yuriy Savichev 64' Aleksey Cherednik |
| Adri van Tiggelen 75' | gele kaarten | |
| - Debuut van Theo Snelders (Aberdeen) en Graeme Rutjes (KV Mechelen) voor Nederland.                                                                                |              | |

### Zesde ontmoeting
| Vriendschappelijk (Kiev, Sovjet-Unie, 28 maart 1990): |              | |
| Sovjet-Unie | 2 – 1        | Nederland |
| Oleh Protasov 10' (pen.) Vladimir Lyutyi 80' | goals        | 69' (pen.) Ronald Koeman |
| Valerij Lobanovskyj | bondscoach   | Nol de Ruiter (interim) |
| Rinat Dasajev Sergej Gorloekovitsj Vagiz Chidijatoellin Oleh Koeznetsov Sergey Rodionov 46' Vasyl Rats Sjarhej Alejnikaw 46' Hennadij Lytovtsjenko Fyodor Cherenkov Oleh Protasov 61' Aleksandr Borodyuk                              | opstellingen | Hans van Breukelen Edward Sturing Ronald Koeman Graeme Rutjes Henk Fraser Jan Wouters 55' John Bosman Richard Witschge 81' John van 't Schip Wim Kieft 24' Marcel Peeper |
| Pavel Yakovenko 46' Andrej Zygmantovitsj 46' Vladimir Lyutyi 61' | wissels      | 24' René Eijkelkamp 55' John van Loen 81' Martin Laamers |
| Vagiz Chidijatoellin ??' | gele kaarten | |
| - Debuut van Vladimir Lyutyi (Schalke 04) voor de Sovjet-Unie. - Debuut van Marcel Peeper (FC Twente) voor Nederland. Zijn interlandcarrière duurde slechts 18 minuten: toen bezorgde Sergej Gorloekovitsj hem een dubbele beenbreuk. |              | |

### Zevende ontmoeting
| EK 1992 (Göteborg, Zweden, 15 juni 1992): |              | |
| Nederland | 0 – 0        | GOS |
| | goals        | |
| Rinus Michels | bondscoach   | Anatoliy Byshovets |
| Hans van Breukelen Berry van Aerle Ronald Koeman Adri van Tiggelen Frank Rijkaard Jan Wouters Rob Witschge Dennis Bergkamp 79' Ruud Gullit 71' Marco van Basten Bryan Roy | opstellingen | Dmitri Charin Andrey Chernyshov Achrik Tsveiba Oleh Koeznetsov Viktor Onopko Andrej Kantsjelskis Oleksij Mychajlytsjenko 57' Sjarhej Alejnikaw Igor Dobrovolskiy Igor Kolyvanov 65' Sergej Joeran |
| John van 't Schip 71' Eric Viscaal 79' | wissels      | 57' Dmitriy Kuznetsov 65' Sergey Kiryakov |
| Ronald Koeman 26' Jan Wouters 68' | gele kaarten | 22' Achrik Tsveiba |